# Askia Muhammad
Askia Muhammad (asi 1945 – 17. února 2022) byl americký básník, novinář, rozhlasový producent, komentátor a fotoreportér.

## Životopis
Byl několikrát oceněn Národní asociací černošských novinářů za svou práci v National Public Radio, získal ocenění „Salute to Excellence“ za své komentáře k „Mississippi and My Memories“ a „Mike Tyson: Check Yourself“ a třetí místo místo „Salute to Excellence“ za „Poštovní známku Ethel Payne“.
Působil jako redaktor Muhammad Speaks a jako vedoucí washingtonské kanceláře The Final Call, oficiálních novin Nation of Islam. Pracoval jako komentátor pro National Public Radio a publicista pro Washington Informer. Je autorem knihy Behind Enemy Lines.
Muhammad zemřel doma 17. února 2022 ve věku 76 let.